# کامرون گلمن
کامرون راث گلمن (انگلیسی: Cameron Roth Gellman؛ زاده ۱۰ اکتبر ۱۹۹۸) یک بازیگر آمریکایی است. برای بازی در استارگرل شناخته شده‌است.